# Bruno Nuytten
Bruno Nuytten (Melun, 28 agosto 1945) è un direttore della fotografia, regista e sceneggiatore francese.

## Biografia
È stato uno dei più importanti direttori della fotografia francesi per due decenni, negli anni settanta e ottanta, prima di esordire alla regia nel 1988 con il film biografico Camille Claudel, che ha presentato in concorso al Festival di Berlino e che gli ha valso il Premio César per il miglior film. 
Ha avuto una lunga relazione con l'attrice Isabelle Adjani, protagonista di Camille Claudel, da cui ha avuto nel 1979 il figlio Barnabé, musicista e cantante del gruppo Makali.

## Riconoscimenti
- Festival di Cannes
  - 1982: miglior contributo artistico – Invito al viaggio (Invitation au voyage)

- Premi César
  - 1977: migliore fotografia – Barocco (Barocco) e La Meilleure Façon de marcher
  - 1984: migliore fotografia – Ciao amico (Tchao pantin)
  - 1989: miglior film – Camille Claudel

## Filmografia

### Direttore della fotografia
- Tristan et Iseult, regia di Yvan Lagrange (1972)
- I santissimi (Les Valseuses), regia di Bertrand Blier (1974)
- La femme du Gange, regia di Marguerite Duras (1974)
- India Song, regia di Marguerite Duras (1975)
- Souvenirs d'en France, regia di André Téchiné (1975)
- L'assassin musicien, regia di Benoît Jacquot (1976)
- La Meilleure Façon de marcher, regia di Claude Miller (1976)
- Il cadavere era già morto (Les vécés étaient fermés de l'interieur), regia di Patrice Leconte (1976)
- Barocco, regia di André Téchiné (1976)
- Mon coeur est rouge, regia di Michèle Rosier (1976)
- Son nom de Venise dans Calcutta désert, regia di Marguerite Duras (1976)
- La nuit, tous les chats sont gris, regia di Gérard Zingg (1977)
- Le Camion, regia di Marguerite Duras (1977)
- L'exercice du pouvoir, regia di Philippe Galland (1978)
- La tortue sur le dos, regia di Luc Béraud (1978)
- Zoo zéro, regia di Alain Fleischer (1979)
- Les Sœurs Brontë, regia di André Téchiné (1979)
- Baci da Parigi (French Postcards), regia di Willard Huyck (1979)
- Brubaker, regia di Stuart Rosenberg (1980)
- Hôtel des Amériques, regia di André Téchiné (1981)
- Guardato a vista (Garde à vue), regia di Claude Miller (1981)
- Possession, regia di Andrzej Żuławski (1981)
- Un assassin qui passe, regia di Michel Vianey (1981)
- Invito al viaggio (Invitation au voyage), regia di Peter Del Monte (1982)
- Ciao amico (Tchao pantin), regia di Claude Berri (1983)
- La Pirate, regia di Jacques Doillon (1983)
- La vita è un romanzo (La vie est un roman), regia di Alain Resnais (1983)
- Fort Saganne, regia di Alain Corneau (1984)
- Les enfants, regia di Marguerite Duras (1984)
- Detective (Détective), regia di Jean-Luc Godard (1985)
- Jean de Florette, regia di Claude Berri (1986)
- Manon delle sorgenti (Manon des sources), regia di Claude Berri (1986)

### Regista
- Camille Claudel (1988)
- Albert souffre (1992)
- Passionnément (2000)
- Jim, la nuit (2002)